# Tkacka Góra
Tkacka Góra (niem. Das Stendel, Das Steibenberg ) – szczyt 897 m n.p.m. w południowo-zachodniej Polsce, w Sudetach Zachodnich, w Górach Izerskich, w Grzbiecie Wysokim.

## Lokalizacja
Wzniesienie położone jest w Sudetach Zachodnich, w południowo-wschodniej części Gór Izerskich, na południowy zachód od Przełęczy Szklarskiej, około 4,7 km na południowy zachód od Jakuszyc.

## Charakterystyka
Najbardziej wysunięte na południe wzniesienie w bocznym ramieniu Wysokiego Grzbietu Gór Izerskich, wchodzące w skład masywu Koziego Grzbietu. Wzniesienie w kształcie wydłużonego masywu z mało wyraźnie zaznaczonym szczytem, minimalnie wyrasta z południowego zbocza wzniesienia Kozi Grzbiet. Wzniesienie i cały masyw znajduje się w obrębie granitoidowego masywu karkonoskiego powstałego w karbonie. Wzniesienie zbudowane jest z waryscyjskich granitów porfirowatych. Południowe zbocze poniżej szczytu usiane jest skałkami, które do 1945 r. stanowiły pomnik przyrody. Zbocze północno-zachodnie minimalnie opada w kierunku Koziego Grzbietu, tworząc niewielkie siodło. Południowe zbocze opada w kierunku ujścia Mumlawy do Izery. Zbocze wschodnie dość łagodnie opada w stronę doliny Mielnicy a zbocze zachodnie stromo opada w kierunku doliny Izery. Zachodnie i południowe zbocze okalała Stara Droga Celna łącząca w XVIII–XIX w. huty szkła w: Białej Dolinie, Orle i Harrachovie.
Zbocza i szczyt w całości zalesione lasem świerkowym.

## Inne
- W latach 80. XX wieku w górnych partiach szczytu w wyniku klęski ekologicznej, wywołanej zanieczyszczeniem powietrza, został całkowicie zniszczony las monokultury świerkowej, zaszczepiony w XIX wieku. Obecnie na stokach w miejscu zniszczonego lasu rośnie młode pokolenie drzew, o klęsce przypominają jedynie wystające ponad młodnik obumarłe kikuty drzew.
- U południowego podnóża góry, w Czechach leży powstała w XVII w. śląska osada Tkacze (czes. Mýtiny), która w następstwie powojennych regulacji granicznych w roku 1958 wraz z przyległym terenem została przekazana Czechosłowacji i otrzymała nazwę Harrachov.
- U podnóża wschodniego zbocza przebiega trasa Kolei Izerskiej, wybudowanej w latach 1888–1902, łączącej pierwotnie austro-węgierską sieć kolejową z Dolnym Śląskiem.
- Około 2,2 km na południowy wschód od szczytu położone jest czeskie miasto Harrachov.

## Turystyka
Przez szczyt nie prowadzą szlaki turystyczne,